# كريس هارمان (ملحن)
كريس هارمان هو ملحن كندي، ولد في 19 نوفمبر 1970 في تورونتو في كندا.

## وصلات خارجية
- كريس هارمان على موقع ميوزك برينز (الإنجليزية)
- كريس هارمان على موقع ميوزك برينز (الإنجليزية)
- كريس هارمان على موقع ديسكوغز (الإنجليزية)